# Észak-koreai U20-as női labdarúgó-válogatott
Az észak-koreai U20-as női labdarúgó-válogatott (hangul: 조선민주주의인민공화국 녀자 U-20 축구 국가대표팀, handzsa: 朝鮮民主主義人民共和國 女子 U-20 蹴球 國家代表팀, RR: Joseon Minjuju-ui Inmin Gonghwaguk nyeoja U-20 chukku gukkadaepyotim) képviseli Észak-Koreát a nemzetközi U20-as női labdarúgó eseményeken. A csapatot az észak-koreai labdarúgó-szövetség szervezi és irányítja, elnöke 2021-ben Ri Rjongnam (Ri Ryong-nam).
A válogatott U20-as női labdarúgó-világbajnokságra nyolc alkalommal, U19-es női Ázsia-bajnokságra pedig tíz alkalommal kvalifikálta magát. Előbbinél a legjobb eredmény első helyezés volt két alkalommal is, 2006-ban és 2016-ban, utóbbi esetében első helyezést értek el egyszer, a 2007-es bajnokságon.

## Edző
- Cso Szongok (조성옥, Jo Sŏng-ok)[1] (2021)
- Cso Jehjok (조예혁, Jo Ye-hyŏk)[4]
- Ri Dzsongsim (Ri Jong-sim)[4]
- Szong Szunggvon (송승권, Song Sŭng-gwŏn)[4]

## Versenyeredmények

### U20-as női labdarúgó-világbajnokság
| U19-es női labdarúgó-világbajnokság eredmények | U19-es női labdarúgó-világbajnokság eredmények | U19-es női labdarúgó-világbajnokság eredmények | U19-es női labdarúgó-világbajnokság eredmények | U19-es női labdarúgó-világbajnokság eredmények | U19-es női labdarúgó-világbajnokság eredmények | U19-es női labdarúgó-világbajnokság eredmények | U19-es női labdarúgó-világbajnokság eredmények | U19-es női labdarúgó-világbajnokság eredmények |
| Helyszín és év                                 | Eredmény                                       | M                                              | Gy                                             | D                                              | V                                              | Rg                                             | Kg                                             |                                                |
| ---------------------------------------------- | ---------------------------------------------- | ---------------------------------------------- | ---------------------------------------------- | ---------------------------------------------- | ---------------------------------------------- | ---------------------------------------------- | ---------------------------------------------- | ---------------------------------------------- |
| 2002                                           | Nem jutott be                                  | Nem jutott be                                  | Nem jutott be                                  | Nem jutott be                                  | Nem jutott be                                  | Nem jutott be                                  | Nem jutott be                                  | Nem jutott be                                  |
| 2004                                           | Nem jutott be                                  | Nem jutott be                                  | Nem jutott be                                  | Nem jutott be                                  | Nem jutott be                                  | Nem jutott be                                  | Nem jutott be                                  | Nem jutott be                                  |
| U20-as női labdarúgó-világbajnokság eredmények |                                                |                                                |                                                |                                                |                                                |                                                |                                                |                                                |
| Helyszín és év                                 | Eredmény                                       | M                                              | Gy                                             | D                                              | V                                              | Rg                                             | Kg                                             |                                                |
| 2006                                           | Aranyérmes                                     | 6                                              | 6                                              | 0                                              | 0                                              | 18                                             | 1                                              |                                                |
| 2008                                           | Ezüstérmes                                     | 6                                              | 4                                              | 0                                              | 2                                              | 15                                             | 10                                             |                                                |
| 2010                                           | negyeddöntős                                   | 4                                              | 2                                              | 0                                              | 2                                              | 5                                              | 6                                              |                                                |
| 2012                                           | negyeddöntős                                   | 4                                              | 3                                              | 0                                              | 1                                              | 16                                             | 5                                              |                                                |
| 2014                                           | Negyedik hely                                  | 5                                              | 2                                              | 1                                              | 2                                              | 8                                              | 9                                              |                                                |
| 2016                                           | Aranyérmes                                     | 6                                              | 6                                              | 0                                              | 0                                              | 21                                             | 7                                              |                                                |
| 2018                                           | negyeddöntős                                   | 4                                              | 2                                              | 0                                              | 2                                              | 5                                              | 6                                              |                                                |
| 2021                                           | Folyamatban                                    | Folyamatban                                    | Folyamatban                                    | Folyamatban                                    | Folyamatban                                    | Folyamatban                                    | Folyamatban                                    | Folyamatban                                    |
| Összesen                                       | 8/10                                           | 35                                             | 25                                             | 1                                              | 9                                              | 88                                             | 44                                             |                                                |

Forrás: FIFA

### U19-es női Ázsia-bajnokság
| U19-es női Ázsia-bajnokság eredmények | U19-es női Ázsia-bajnokság eredmények | U19-es női Ázsia-bajnokság eredmények | U19-es női Ázsia-bajnokság eredmények | U19-es női Ázsia-bajnokság eredmények | U19-es női Ázsia-bajnokság eredmények | U19-es női Ázsia-bajnokság eredmények | U19-es női Ázsia-bajnokság eredmények | U19-es női Ázsia-bajnokság eredmények |
| Helyszín és év                        | Eredmény                              | M                                     | Gy                                    | D                                     | V                                     | Rg                                    | Kg                                    |                                       |
| ------------------------------------- | ------------------------------------- | ------------------------------------- | ------------------------------------- | ------------------------------------- | ------------------------------------- | ------------------------------------- | ------------------------------------- | ------------------------------------- |
| 2002                                  | Negyedik hely                         | 5                                     | 3                                     | 1                                     | 1                                     | 20                                    | 5                                     |                                       |
| 2004                                  | Bronzérmes                            | 6                                     | 5                                     | 1                                     | 0                                     | 51                                    | 1                                     |                                       |
| 2006                                  | Ezüstérmes                            | 5                                     | 3                                     | 0                                     | 2                                     | 20                                    | 7                                     |                                       |
| 2007                                  | Aranyérmes                            | 5                                     | 5                                     | 0                                     | 0                                     | 13                                    | 3                                     |                                       |
| 2009                                  | Bronzérmes                            | 5                                     | 4                                     | 0                                     | 1                                     | 14                                    | 1                                     |                                       |
| 2011                                  | Ezüstérmes                            | 5                                     | 4                                     | 0                                     | 1                                     | 13                                    | 3                                     |                                       |
| 2013                                  | Ezüstérmes                            | 5                                     | 3                                     | 1                                     | 1                                     | 10                                    | 4                                     |                                       |
| 2015                                  | Ezüstérmes                            | 5                                     | 4                                     | 1                                     | 0                                     | 17                                    | 0                                     |                                       |
| 2017                                  | Ezüstérmes                            | 5                                     | 4                                     | 0                                     | 1                                     | 16                                    | 1                                     |                                       |
| 2019                                  | Ezüstérmes                            | 5                                     | 4                                     | 0                                     | 1                                     | 15                                    | 5                                     |                                       |
| Összesen                              | 10/10                                 | 51                                    | 39                                    | 4                                     | 8                                     | 189                                   | 30                                    |                                       |

*A döntetlenekbe a büntetőrúgásokkal eldöntött mérkőzések száma is beleszámít.

## 2014-es keret
Edző:  Hvang Jongbong (황용봉, Hwang Yong-bong)
|  | K  | Kim Csholok (김철옥, Kim Chŏl-ok)        | 1994. október 15. (30 éves)    |  |  | 4.25                       |  |  |
|  | K  | Rim Jonghva (림영화, Rim Yŏng-hwa)       | 1996. január 20. (29 éves)     |  |  | Szobekszu (Sobaeksu)       |  |  |
|  | K  | Csang Jongsim (장영심, Jang Yŏng-sim)    | 1995. július 22. (29 éves)     |  |  | Volmido (Wŏlmido)          |  |  |
|  |    |                                          |                                |  |  |                            |  |  |
|  | V  | Szong Gjonghi (송경희, Song Kyŏng-hŭi)   | 1994. augusztus 23. (30 éves)  |  |  | Szobekszu (Sobaeksu)       |  |  |
|  | V  | Cshö Szolgjong (최설경, Ch'oe Sŏl-gyŏng) | 1996. szeptember 14. (28 éves) |  |  | Rimjongszu (Rimyŏngsu)     |  |  |
|  | V  | Cshö Jongmi (최영미, Ch'oe Yŏng-mi)      | 1994. november 11. (30 éves)   |  |  | Phenjan                    |  |  |
|  | V  | Kim Hjangmi (김향미, Kim Hyang-mi)       | 1995. szeptember 1. (29 éves)  |  |  | Kalmegi (Kalmaegi)         |  |  |
|  | V  | Cson Szojon (전소연, Jŏn So-yŏn)         | 1996. július 25. (28 éves)     |  |  | 4.25                       |  |  |
|  | V  | Ri Gumszuk (리금숙, Ri Kŭm-suk)          | 1995. december 7. (29 éves)    |  |  | Szobekszu (Sobaeksu)       |  |  |
|  | V  | Ri Unjong (리은영, Ri Ŭn-yŏng)           | 1996. szeptember 1. (28 éves)  |  |  | Szobekszu (Sobaeksu)       |  |  |
|  |    |                                          |                                |  |  |                            |  |  |
|  | KP | Kang Okkum (강옥금, Kang Ok-kŭm)         | 1994. január 10. (31 éves)     |  |  | Amnokkang (Amrokgang)      |  |  |
|  | KP | Cshö Jungjong (최윤경, Ch'oe Yun-gyŏng)  | 1995. október 29. (29 éves)    |  |  | 4.25                       |  |  |
|  | KP | Rim Szeok (림세옥, Rim Se-ok)            | 1994. január 13. (31 éves)     |  |  | Amnokkang (Amrokgang)      |  |  |
|  | KP | Ri Hjangsim (리향심, Ri Hyang-sim)       | 1996. március 23. (28 éves)    |  |  | Amnokkang (Amrokgang)      |  |  |
|  | KP | Kim Phjonghva (김평화, Kim P'yŏng-hwa)   | 1994. november 28. (30 éves)   |  |  | Hvarjongszan (Hwaryŏngsan) |  |  |
|  | KP | Kim Migjong (김미경, Kim Mi-gyŏng)       | 1994. szeptember 4. (30 éves)  |  |  | Szobekszu (Sobaeksu)       |  |  |
|  | KP | Cshö Unhva (최은화, Ch'oe Ŭn-hwa)        | 1997. április 9. (27 éves)     |  |  | Ponghvaszan (Ponghwasan)   |  |  |
|  |    |                                          |                                |  |  |                            |  |  |
|  | CS | Ri Unsim (리은심, Ri Ŭn-sim)             | 1996. május 20. (28 éves)      |  |  | 4.25                       |  |  |
|  | CS | Cso Rjonhva (조련화, Jo Ryŏn-hwa)        | 1996. január 13. (29 éves)     |  |  | Volmido (Wŏlmido)          |  |  |
|  | CS | Ri Gjonghjang (리경향, Ri Kyŏng-hyang)   | 1996. június 10. (28 éves)     |  |  | 4.25                       |  |  |
|  | CS | Kim Szohjang (김소향, Kim So-hyang)      | 1996. január 2. (29 éves)      |  |  | Szobekszu (Sobaeksu)       |  |  |